# Amyna brunnea
Amyna brunnea là một loài bướm đêm trong họ Noctuidae.